# Marianiści
Marianiści, Towarzystwo Maryi, bezhabitowe zgromadzenie zakonne założone w 1817 r. w Bordeaux we Francji przez o. Wilhelma Józefa Chaminade.
Nie mylić z Towarzystwem Maryi (marystami), które również używa tego samego skrótu zakonnego.
Dali kościołowi 1 arcybiskupa oraz 2 biskupów

## Marianiści w Polsce
Pierwszych 3 francuskich marianistów założyło w 1984 r. wspólnotę w Częstochowie.

## Śluby
Marianiści składają śluby: czystości, ubóstwa, posłuszeństwa i stałości, po których otrzymują obrączkę.